# Lipotriches turneri
Lipotriches turneri är en biart som först beskrevs av Heinrich Friese 1924.  Lipotriches turneri ingår i släktet Lipotriches och familjen vägbin. Inga underarter finns listade i Catalogue of Life.